# Maria Antonia Braile
Maria Antonia Braile (ur. 13 lipca 1894 w San Demetrio Corone, zm. 10 kwietnia 1917) – włoska poetka pochodzenia arboreskiego.

## Życiorys
Była prawdopodobnie pierwszą kobietą piszącą utwory poetyckie w języku albańskim. Zaczęła pisać w wieku 15 lat. Inspiracją dla jej twórczości była śmierć brata Salvatore, który także był poetą. W 1913 wydała dwujęzyczny tomik wierszy Kenge (Canti), w języku włoskim i w dialekcie arboreskim.
Była mężatką (mąż Rocco de Benedetto), miała dziecko.

## Twórczość
- 1913: Kenge